# عصام سالم
عصام سالم هو المحافظ الأسبق لمحافظة الإسكندرية، حيث تولّاها ما بين أبريل 2011 - أغسطس 2011.
كان عميد كلية هندسة الإسكندرية من عامي 1990 إلى 1992 ورئيس جامعة الإسكندرية الأسبق 1992 حتى 1999 وهو أستاذ بكلية الهندسة قسم ميكانيكا. حصل عصام سالم على الدكتوراه من جامعة مانشستر الإنجليزية. وهو من مؤسسي جامعة فاروس.
تعهد سالم في أولى تصريحاته بعد تعينه محافظا على الإسكندرية بأنه سيركز على تحسين العشوائيات والقضاء على البلطجية وأعمال الإجرام وأضاف قائلا «سوف يشعر الإسكندرية أن البلد بلدهم.. وسوف أتواجد بينهم دائما».
ولكن صاحب تعينه بعض الأصوات الرافضة. فقد نظم مئات المواطنين بالإسكندرية مسيرات احتجاجية على تعينه وبرروا ذلك بانتمائه للحزب الوطني.